# Mindanao Times
Mindanao Times ist die älteste Zeitung in Mindanao, Philippinen. Sie wurde 1946 gegründet und erscheint täglich in englischer Sprache. Die Redaktion befindet sich in Davao City.

## Geschichte
Während des Zweiten Weltkrieges wurde die Zeitung von den Japanern, die das Land besetzt hielten, als Davao Times herausgegeben. Nachdem amerikanische Truppen Davao City befreit hatten, übernahm die Philippine Civil Affair Unit (PICAU) Nr. 29, der 24. US-Infanteriedivision der United States Army die Veröffentlichung.
Eine Gruppe Philippiner, angeführt von dem Anwalt Guillermo E. Torres und Pedro M. Latz, kauften die damalige Wochenzeitung im Januar 1946 und nannte sie Mindanao Times. Ab 1950 erschien die Zeitung täglich. Zusätzlich zu den lokalen und landesweite Ereignissen wurden auch weltweite Nachrichten der Agentur United Press International gedruckt. Die tägliche Ausgabe wurde nach etwa einem Jahr wieder eingestellt. Von nun an erschien die Zeitung wieder wöchentlich. Kurze Zeit später übernahm Torres die Zeitung von der Mindanao Times Inc. und überführte sie in eine neue Gesellschaft names Mindanao Publishers Inc. Bis zum 2. September 1997 erschien Mindanao Times dreimal die Woche, danach wieder täglich.